# Bartolomeo da Bologna
Pour les articles homonymes, voir Bologna (homonymie).
Bartolomeo da Bologna ou, en latin, Bartolomeus de Bononia (fl. 1405 – 1427) est moine bénédictin, compositeur de l'Italie du Nord du début du XVe siècle, période de transition entre la musique médiévale tardive du XIVe siècle et celle du début de la Renaissance.

## Biographie
Les historiens savent peu de choses sur sa vie, mais Bartolomeo était probablement de Bologne ou des environs et semble avoir passé une partie de sa vie à Ferrare. Bénédictin, il a peut-être été le prieur de San Nicolò à Ferrare ; il y était aussi organiste en 1407, et il est établi que Bartolomeo œuvrait dans cette cathédrale au début de 1427. Il semble aussi avoir été relié à la chapelle de Jean XXIII à Bologne, car l'une de ses ballades, Arte psalentes, s'adresse probablement aux membres de son chœur. (Les manuscrits le mentionnent souvent sous son nom latin, Bartolomeus de Bononia.)

## Musique
Bartolomeo est l'un des rares compositeurs italiens de naissance du début du XVe siècle auxquels on peut attribuer des œuvres avec confiance ; nombre des musiciens de ce siècle en Italie étaient des étrangers, et ce n'est que plus tard dans ce siècle que les  Italiens furent aussi nombreux que les immigrés de l'Europe du Nord à y composer de la musique. Sept morceaux de Bartolomeo ont subsisté, tous pour trois voix : deux mouvements de messe et cinq chants profanes (une ballade, deux ballate, un rondeau et un virelai. Sur le plan stylistique, tous se rattachent à l'ars subtilior qui fleurit à Avignon, à Bologne et dans les autres régions dominées par les antipapes durant le Grand Schisme d'Occident.
Les deux mouvements de messe figurent parmi les premiers que l'on ait jamais écrits avec la technique de la messe-parodie, où le compositeur recycle des chants polyphoniques (dans le cas de Bartolomeo, deux de ses chants profanes) et les adapte au contexte différent de la messe. Ce n'est probablement pas une coïncidence que Bartolomeo et le premier compositeur de mouvements de messe-parodie, Antonio Zacara da Teramo aient probablement servi à la chapelle de Jean XXIII à Bologne pendant une même période. Bien que Zacara ait clairement influencé son cadet, la technique des deux compositeurs dans leurs mouvements de messe-parodie est tout à fait différente : Zacara utilise le matériel emprunté de façon libre, alors que Bartolomeo cite de grandes sections contiguës de sa musique profane autour desquelles il compose de nouvelles mélodies.

## Œuvres
Les œuvres de Bartolomeo figurent toutes dans le volume 5 d'Early Fifteenth-Century Music de Gilbert Reaney publié en 1975.

### Œuvres sacrées
1. Gloria, fondé sur sa ballata Vince con lena ;
2. Credo, fondé sur sa ballata Morir desio.

### Œuvres profanes
1. Vince con lena (ballata) ;
2. Morir desio (ballata) ;
3. Arte psalentes (ballade) ;
4. Mersi chiamando (rondeau) ;
5. Que pena maior (virelai) .

## Sources
- (en) Cet article est partiellement ou en totalité issu de l’article de Wikipédia en anglais intitulé « Bartolomeo da Bologna » (voir la liste des auteurs).